# Лопес, Карла
Карла Лопес (швед. Karla López; род. 28 января 1977 года, Сан-Сальвадор) ― шведский политик, бывший член парламента Швеции от Партии зелёных. Первый в истории Риксдага депутат центральноамериканского происхождения.
Карла Лопес переехала в Швецию вместе с родителями в 1987 году, в возрасте 10 лет. Её родители были политическими эмигрантами и были вынуждены покинуть страну во время гражданской войны в Сальвадоре. Свои юношеские годы Лопес провела в Уддевалле. Она была избрана в шведский парламент от Гётеборга по списку Партии зелёных и заседала в нём в 2006―2007 гг. Там она была ассоциированным членом Комитета по обороне и иностранным делам и членом Сводного комитета по иностранным делам и обороне с 18 октября 2007 г.
Лопес оставила своё парламентское кресло и вышла из партии 13 ноября 2007 года в знак протеста против политики партийного руководства, которая, по её мнению, была необъяснимой и что у неё лично не было никакой возможности эффективно заниматься общественно-полезной деятельностью. Бывший лидер группы Партии зелёных Микаэла Вальтерссон сказала, что Лопес был шла против партийной линии.
В 2010 году Лопес основала компанию Karlima, которая занимается продажей органической одежды.